# Barbara Wezorke
Barbara Roxana Wezorke (* 12. April 1993 in Rüsselsheim) ist eine deutsche Volleyballspielerin.

## Karriere
Wezorke begann ihre Karriere in der Heimatstadt bei der TG 1862 Rüsselsheim. Anschließend spielte sie bei der TG Bad Soden, ehe sie zum Nachwuchsteam des VC Olympia Dresden ging, für welches sie in der zweiten Liga antrat. Außerdem gewann sie die deutsche Meisterschaft der U18 und U20.
2011 wechselte die Mittelblockerin zum Bundesligisten 1. VC Wiesbaden, 2013 folgte ein Engagement in der Schweiz beim VC Kanti Schaffhausen, ehe sie nach einer Saison in Südamerika bei Brasília Vôlei (2014/15) wieder in der deutschen Bundesliga bei den Roten Raben Vilsbiburg unter Vertrag stand.
Anfang Mai 2017 gab der Dresdner SC die Verpflichtung von Wezorke bekannt. In der folgenden Saison erreichte Wezorke mit dem Dresdner Verein den Pokalsieg sowie den Einzug in das Playoff-Halbfinale. Mitte Mai 2018 gab der Verein die Verlängerung ihres Vertrages um ein Jahr bekannt. 2019 schied sie mit den Dresdnern bereits im Playoff-Achtelfinale aus dem Kampf um die Deutsche Meisterschaft aus. Um ihrem Wunsch, das Volleyballspielen und Absolvieren eines Studiums zu verbinden, nachkommen zu können, verzichtete sie auf die Verlängerung ihres auslaufenden Vertrages. Sie wechselte daraufhin zum USC Münster, wo sie parallel an der Westfälischen Wilhelms-Universität Münster Psychologie studieren konnte.
Im Sommer 2021 heiratete sie den Basketballspieler Helge Baues.
Nach dem Ende der Saison 2021/22 verließ Wezorke den USC und wechselte zum deutschen Meister Allianz MTV Stuttgart. Hier gewann sie die deutsche Meisterschaft und beendete daraufhin ihre Volleyballkarriere.